# چاتریس
latitudeچاتریسlongitudeچاتریس
چاتریس (به انگلیسی: Chatteris) یک منطقهٔ مسکونی در انگلستان است که در شرق انگلستان واقع شده‌است.

## خصوصیات
چاتریس ۸٬۸۲۰ نفر جمعیت دارد.